# Soinuenea
Soinuenea es un museo y centro de documentación sobre la música folk situado en el barrio de Ergoien de Oyarzun (Guipúzcoa).

## Historia
En enero de 1996 el Ayuntamiento de Oyarzun y Juan Mari Beltrán firmaron un acuerdo por el que se ponía en marcha el centro de documentación de música popular Herri Musikaren Txokoa. Para ello, el Ayuntamiento cedió temporalmente el edificio de las antiguas escuelas del barrio de Ergoien hasta que, tras la finalización de las obras de adecuación, se trasladó definitivamente a la casa-torre de Iturriotz.
El fondo documental se compone de instrumentos musicales e información escrita y sonora relacionada con la música popular y los instrumentos. El museo abrió sus puertas al público el 1 de marzo de 2002.

## Colecciones
Su fondo documental, recopilado principalmente por Juan Mari Beltrán, está compuesto por las siguientes secciones:
- Instrumentos musicales: más de 1400 unidades del País Vasco y del resto del mundo.
- Biblioteca: más de 5800 ejemplares.
- Fonoteca: más de 4800 unidades en disco, casete y CD, con grabaciones realizadas en directo a informantes, cantores e instrumentistas.
- Archivo de imágenes: cientos de fotografías, grabaciones en cine (8mm y 16mm) y video.
- Taller de construcción y reparación: material procedente del taller de construcción de albokas en Artea de Jose Mari Bilbao y Leon Bilbao.